# Von Neumannova–Bernaysova–Gödelova teorie množin
Von Neumannova-Bernaysova-Gödelova teorie množin (někdy také označovaná jako Gödelova-Bernaysova teorie množin nebo NBG či GB) je jedním z nejšířeji přijatých a používaných axiomatických systémů teorie množin.
Stejně jako v případě Zermelovy-Fraenkelovy teorie množin nebo Kelleyova-Morseova teorie množin se jedná o (úspěšný) pokus postavit teorii množin a tím i celou moderní matematiku na přísných formálních základech, které zabrání sporům typu Russellova paradoxu.

## Historie
První axiomatiku teorie množin s třídami předvedl ve své práci Eine axiomatisierung der Mengenlehre z roku 1925 John von Neumann. Tato axiomatizace se však podstatně liší od dnes obecně uznávané (jazyk této axiomatizace dokonce neobsahuje predikát náležení). První axiomatizaci dnešního typu předvedl Paul Bernays ve své práci A system of axiomatic set theory (1937). Jeho myšlenky dokončil roku 1940 Kurt Gödel v článku The consistency of the axiom of choice and of the general continuum hypothesis. Význam tohoto článku však dalekosáhle přesahuje pouhé doladění axiomatizace NBG.

## Vztah NBG a ZFC
Von Neumann-Bernays-Gödelova teorie množin se z hlediska své síly příliš neliší od poněkud rozšířenější ZF či ZFC (tj. Zermelo-Fraenkelovy teorie množin rozšířené o axiom výběru) — libovolný výrok o množinách je v NBG dokazatelný tehdy a jen tehdy, pokud je dokazatelný v ZF — mluvíme tedy o teorii NBG jako o konzervativním rozšíření teorie ZF (říkáme také, že NBG a ZF jsou ekvikonzistentní). Rozdíl mezi oběma teoriemi spočívá v použitém jazyku a v počtu axiomů.
Na rozdíl od ZFC, jejímž objektem jsou pouze množiny, zatímco třídy tvoří pomocný konstrukt na úrovni metajazyka, v NBG jsou množiny i třídy objektem ve světě teorie množin — na množiny jsou však kladena (jejich definicí) určitá omezení — jednoduše řečeno množiny jsou právě ty objekty, které jsou prvkem jiného objektu:
{\displaystyle Set(X)\Leftrightarrow (\exists Y)(X\in Y)}.
Někdy se k axiomům NBG přidává ještě takzvaný silný axiom výběru, či axiom silného výběru, výsledná teorie se pak značí NBG+AS. Axiom silného výběru lze formálně zapsat následujícím způsobem (axiom silného výběru tedy postuluje, že všechny vlastní třídy mají tutéž mohutnost):
{\displaystyle \neg Set(X)\Leftrightarrow (\|X\|=\|V\|)},
kde {\displaystyle V} je třída všech množin — univerzální třída.
Na rozdíl od ZF neobsahuje (právě díky zavedení tříd jako součásti jazyka teorie množin) NBG nekonečný počet axiomů — nemusí si totiž vypomáhat axiomatickými schématy typu schématu axiomů nahrazení nebo schématu axiomů vydělení.

## Axiomy
Teorie NGB má následující axiomy. Velká písmena v nich označují obecné (třídové) proměnné, mohou tedy zastupovat vlastní třídy i množiny, zatímco malá písmena zastupují výhradně množiny.
- axiom definice množiny: {\displaystyle (\exists x)(x=X)\Leftrightarrow (\exists Y)(X\in Y)}
- axiom existence množiny: {\displaystyle (\exists X,Y)(X\in Y)}
- axiom extenzionality pro třídy: {\displaystyle (\forall X,Y)(X=Y\Leftrightarrow (\forall e)(e\in X\Leftrightarrow e\in Y)}
- schéma existence tříd: {\displaystyle (\exists Z)(\forall e)(e\in Z\Leftrightarrow \Phi )} kde {\displaystyle \Phi } je formule v níž jsou kvantifikovány pouze množinové proměnné
- axiom dvojice: {\displaystyle (\forall x,y)(\exists z)(\forall e)(e\in z\Leftrightarrow (e=x\vee e=y))}
- axiom nahrazení: {\displaystyle (\forall F)((\forall y,e_{1},e_{2})(((y,e_{1})\in F\land (y,e_{2})\in F)\Rightarrow e_{1}=e_{2})\Rightarrow (\forall x)(\exists z)(\forall e)(e\in z\Leftrightarrow (\exists y)(y\in x\land (y,e)\in F)))}

Nutno dodat, že schéma existence tříd je možné nahradit konečně mnoha jednotlivými axiomy. V důsledku toho je NBG konečně axiomatizovatelná (na rozdíl od ZF).